# Colostygia podevinaria
Colostygia podevinaria là một loài bướm đêm trong họ Geometridae.